# Silnice II/457
Silnice II/457 je silnice II. třídy, která vede od hraničního přechodu Travná / Lutynia ke hraničnímu přechodu Osoblaha / Pomorzowiczki. Je dlouhá 78 km. Prochází dvěma kraji a dvěma okresy.

## Vedení silnice

### Olomoucký kraj, okres Jeseník
- Travná
- Javorník (křiž. I/60, III/4571, III/4534, peáž s I/60)
- Bernartice (křiž. III/4537, III/4573)
- Horní Heřmanice (křiž. III/4575, III/4576)
- Velká Kraš (křiž. III/4577, III/4539)
- Vidnava (křiž. III/4563)
- Velké Kunětice (křiž. III/456, II/455, III/4578)
- Mikulovice (křiž. I/44, III/4579, III/45710)
- Ondřejovice (křiž. III/45711)
- Zlaté Hory (křiž. II/454, II/445, III/45712, peáž s II/445)

### Moravskoslezský kraj, okres Bruntál
- Petrovice (křiž. III/45713)
- Janov
- Jindřichov (křiž. III/45714)
- Arnultovice
- Vysoká (křiž. I/57, III/45715)
- Dívčí Hrad (křiž. III/45726, III/45727, III/45728)
- Osoblaha (křiž. III/45814, III/45729, III/45731)